# Kiszámolós
Kiszámolós (Stikkfrí) 1997-ben készült izlandi ifjúsági film, melyet Ari Kristinsson rendezett. Magyarországon az HBO vetítette először 1999 májusában, szinkronizálva.

## Ismertető
|  | Alább a cselekmény részletei következnek! |

A tízéves Hrefna édesanyjával él és kíváncsi, hogy ki az apja, ugyanis még nem találkozott vele. Anyja azt mondja neki, hogy apja külföldön él, ám Hrefna rájön, hogy már egy ideje visszatért Izlandra. Hrefna és barátnője, Yrsa belefognak a felkutásába, amelynek során kiderítik, hogy Hrefna apjának azóta már új társa és egy kisgyermeke is van. Hogy felhívják a figyelmét, a lányok elrabolják a gyermeket.
|  | Itt a vége a cselekmény részletezésének! |

## Szereposztás
- Bergþóra Aradóttir (Hrefna)
- Freydís Kristófersdóttir (Yrsa)
- Halldóra Björnsdóttir (Hrefna anyja)
- Edda Heidrún Backman (Yrsa anyja)
- Maria Ellingsen (Pálina)
- Halldóra Geirharðsdóttir (Margrét 'Magga')
- Þröstur Leó Gunnarsson (Siggi)
- Bryndís Gunnlaugsdottír (Didda)
- Hlynur Helgi Hallgrímsson (Steini)
- Ingvar Eggert Sigurðsson (Hilmar Ólafsson, Hrefna apja)
- Örn Árnason (Yrsa apja)